# Schivereckia hyperborea
Schivereckia hyperborea là một loài thực vật có hoa trong họ Cải. Loài này được (L.) Berkut. miêu tả khoa học đầu tiên năm 1995.